# Nodule (géologie)
Pour les articles homonymes, voir Nodule.

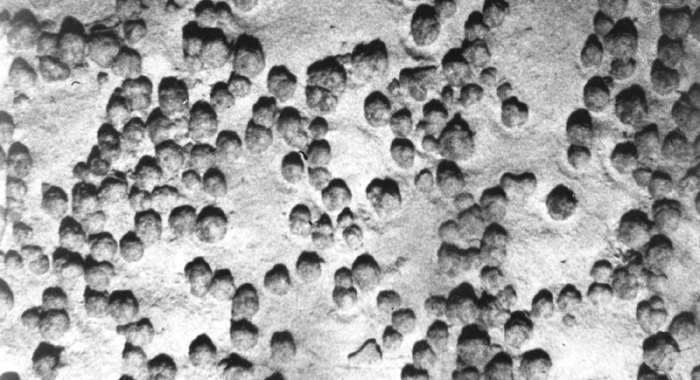
Nodules de manganèse sur le fond marin.

Un nodule est une concrétion minérale arrondie dont la composition diffère de celle de la roche encaissante. C'est une masse globuleuse, mesurant quelques centimètres à dizaine de centimètres, voire plus, qui, par sa composition et/ou sa structure, se différencie de la roche dans laquelle elle est incluse. Il peut être d'origine sédimentaire ou magmatique.

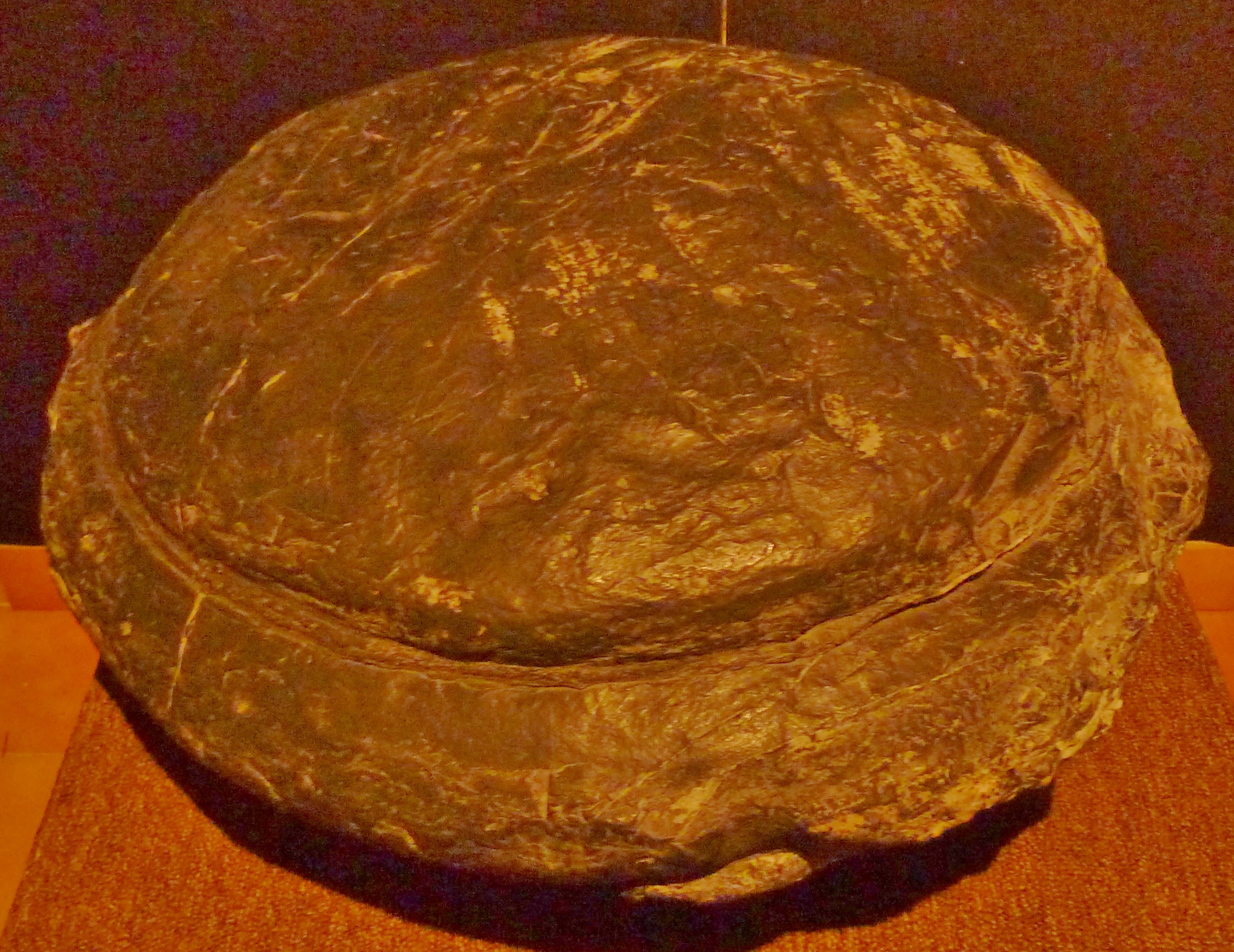
Nodule de dimension exceptionnelle provenant de l'Île Longue (Finistère)